# Lam Nhat Tien
Lâm Nhật Tiến (3 de septiembre de 1971, Saigón), es un cantante vietnamita. Además él tiene 2 hermanos varones y 4 hermanas mujeres, los idiomas que el domina son su lengua materna el vietnamita, también el inglés, el chino y el francés.

## Discografía

### Sólo álbumes en CD
- Em Da Quen Mot Giong Song (Released in 1997)
- Yeu Em Am Tham (Released in 1998)
- Lam Lai Tu Dau (released on the 14th February 1999)
- Mai Yeu Nguoi Thoi (released in August 2001)
- The best of Lam Nhat Tien & Truc Ho: Giua Hai Mua Mua Nang (Released December 2003)
- Noi Voi Toi Mot Loi (released November 2006)

### Compilaciones
- Giua Hai Mua Mua Nang: The Best of Lam Nhat Tien and Truc Ho

### Colaboraciones en CD
- Dem Co Don (Duet CD with Tu Quyen)
- The Best of Chinese Melodies (with Le Tam and Lam Thuy Van)
- The Best of Chinese Melodies 2 (with Le Tam, Trish Thuy Trang and Shayla)
- Liên Khúc Tình Yêu 4 (with Lam Thuy Van and Phuong Nghi)
- Liên Khúc Chinese Top Hits (with Thiên Kim, Hôˈ Ngoc Nhu' and Johnny Dung)
- Chinese Remix III (with Lam Thuy Van, Anh Minh and Le Nguyen)
- Tinh Ca Truc Ho: Tinh Yeu va Tinh Nguoi (with Nguyen Hong Nhung)
- Tinh Ca Truc Ho: Em Co Con Yeu Anh (with Nguyen Hong Nhung)

### DVD
- The Best of Lam Nhat Tien

## Premios
- Asia Best Artist 2000

- Datos: Q6480675